# Centre d'essais en vol de Sonmiani
Le Centre d'essais en vol de Sonmiani (Sonmiani Flight Test Range ou FTR) est le site à partir duquel le Pakistan lance à des fins de test ses missiles balistiques. Il est situé le long de la baie de Sonmiani (Mer d'Arabie) dans la province du Baloutchistan à environ 50 kilomètres à l'ouest de la ville de Karachi. Cet établissement a été créé en 1961 par la SUPARCO avec l'assistance technique de la NASA initialement pour effectuer des recherches sur la haute atmosphère dans cette région du globe afin de satisfaire des besoins de l'agence spatiale américaine. Près de 200 fusées-sondes de différents types (avec une majorité de Nike-Cajun) ont été lancées entre 1962 et 1972  dont 24 dans le cadre du programme national Rehbar-I. 
A compter de 1989 le site a été converti pour répondre aux besoins de développement des missiles balistiques pakistanais Hatf-I, Hatf II,  DF-15,  Shaheen 1, Shaheen 2 et Shaheen 3. Il a été par la suite agrandi et modernisé. Il comprend désormais plusieurs pas de tir, un bâtiment d'assemblage de missiles, un atelier de maintenance, un site d'assemblage de charge utile, plusieurs radars de suivi et un centre de contrôle. L'emprise du centre a une superficie de 200 hectares.